# Zoodóchos
Zoodóchos (grekiska: Ζωοδόχος) är en ort i Grekland. Den ligger i prefekturen Nomós Ioannínon och regionen Epirus, i den nordvästra delen av landet. Zoodóchos ligger 658 meter över havet och antalet invånare är 504.
Terrängen runt Zoodóchos är huvudsakligen kuperad, men åt nordost är den bergig. Trakten runt Zoodóchos består till största delen av jordbruksmark.